# Kaligrafia mongolska
Kaligrafia mongolska (mong. Монгол уран бичлэг, ᠮᠤᠩᠭᠤᠯ ᠤᠷᠠᠨ ᠪᠢᠴᠢᠯᠭᠡ – trb. Mongol uran biczleg) – forma kaligrafii służąca do zapisu tradycyjnego pisma mongolskiego.
Współcześnie język mongolski zapisywany jest cyrylicą, dlatego też tradycyjna kaligrafia używana jest głównie do tworzenia oficjalnych listów, zaproszeń, korespondencji dyplomatycznej, dokumentów, pism okolicznościowych i listów miłosnych, do projektowania różnego rodzaju znaków graficznych, logotypów, emblematów, monet czy znaczków w tzw. formie „złożonej”, a dawniej również w stenografii jako pismo synchroniczne.
W 2013 roku mongolska kaligrafia wpisana została na listę niematerialnego dziedzictwa kulturowego wymagającego pilnej ochrony.

## Charakterystyka

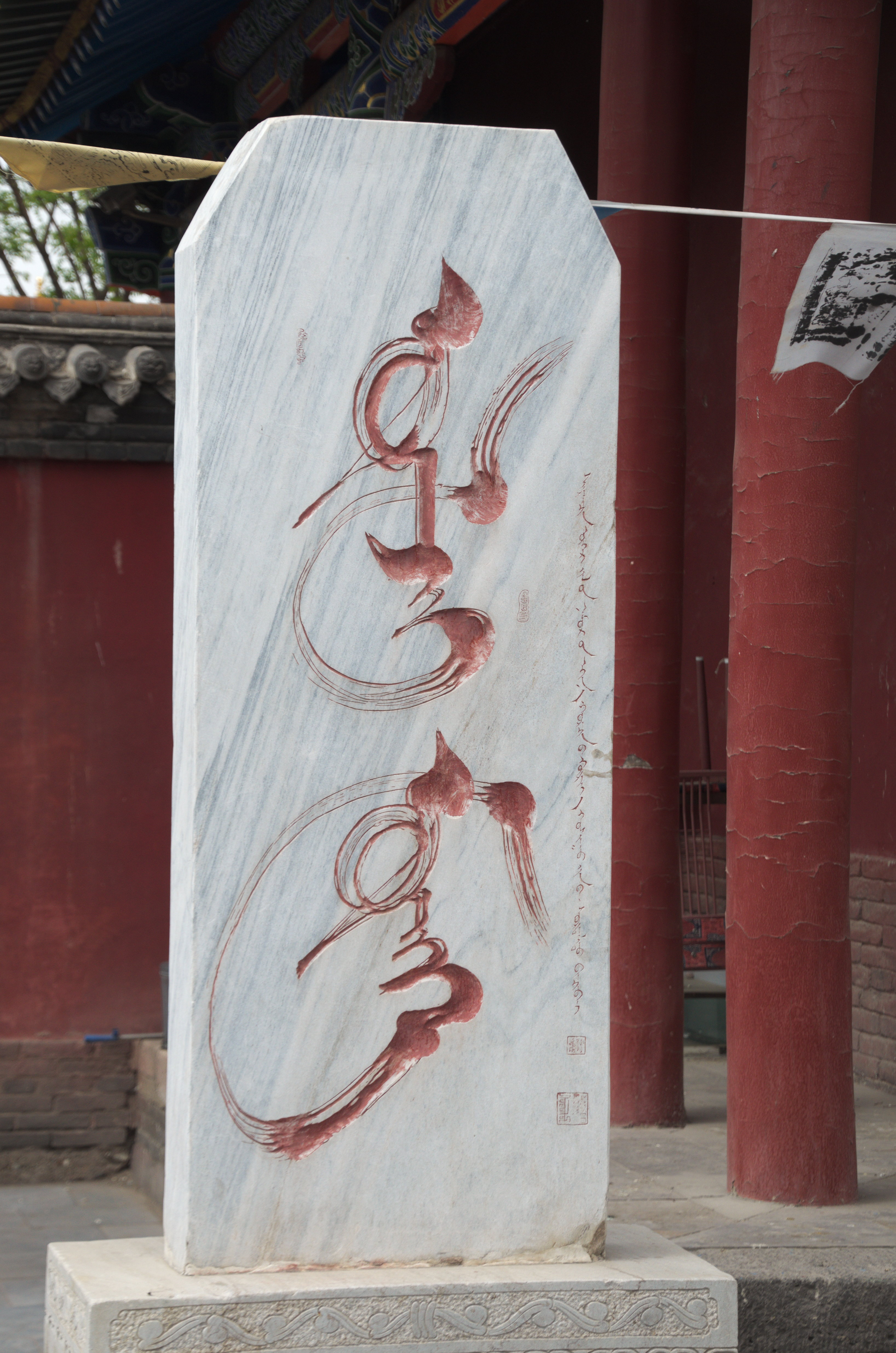
Stela na terenie Świątynia Dazhao w Hohhocie, Mongolia Wewnętrzna, ChRL (2015)

Tradycyjne pismo mongolskie obejmuje 90 znaków, które łączy się pionowo ciągłymi pociągnięciami pędzla, tworząc w ten sposób słowa zapisywane od góry do dołu. Istnieje sześć podstawowych pociągnięć zwanych titim, szud, szilbe, gedes, num oraz suul.
Zgodnie z tradycją, mistrzowie sztuki kaligrafii wybierają najlepszych uczniów i szkolą ich przez okres od pięciu do ośmiu lat. Z czasem między uczniem i nauczycielem powstawała trwała, inspirująca w artystycznych przedsięwzięciach więź. W czasach komunizmu, zwłaszcza w latach 1937–1940, tysiące mentorów zginęło w wyniku czystek, a działalność pozostałych została zawieszona. Ok. 1946 roku jako oficjalny alfabet do zapisu języka mongolskiego wprowadzono zmodyfikowaną cyrylicę, a używania tradycyjnego pisma zakazano. W latach 70. XX wieku zezwolono na ograniczone używanie pisma mongolskiego na uniwersytetach, a przemiany ustrojowe i odrodzenie tożsamości narodowej w latach 90. ponownie rozbudziło zainteresowanie tradycyjną kaligrafią.
Współcześnie ze względu na przemiany społeczne, rozwój nowoczesnych technologii, urbanizację i globalizację liczba młodych kaligrafów spada – w 2013 roku trzech mistrzów kaligrafii kształciło jedynie nieco ponad dwudziestu uczniów (w tym dwie kobiety). Przez rosnące koszty utrzymania nie jest już również możliwe nieodpłatne ich nauczanie. Istnieją jednak organizacje pozarządowe promujące tę tradycję, zaś program nauczania przewiduje w szkołach zajęcia z kaligrafii. Od 1992 roku ukazuje się gazeta „Chumuun biczig”, w której teksty zapisywane są tradycyjnym pismem mongolskim.
Kaligrafia mongolska tworzona jest nie tylko w Mongolii, ale również wśród społeczności Mongołów zamieszkujących Chińską Republikę Ludową (regiony autonomiczne Mongolia Wewnętrzna i Sinciang oraz prowincja Qinghai) i Rosję (Buriacja i Kałmucja).

## Galeria

Przykłady kaligrafii mongolskiej
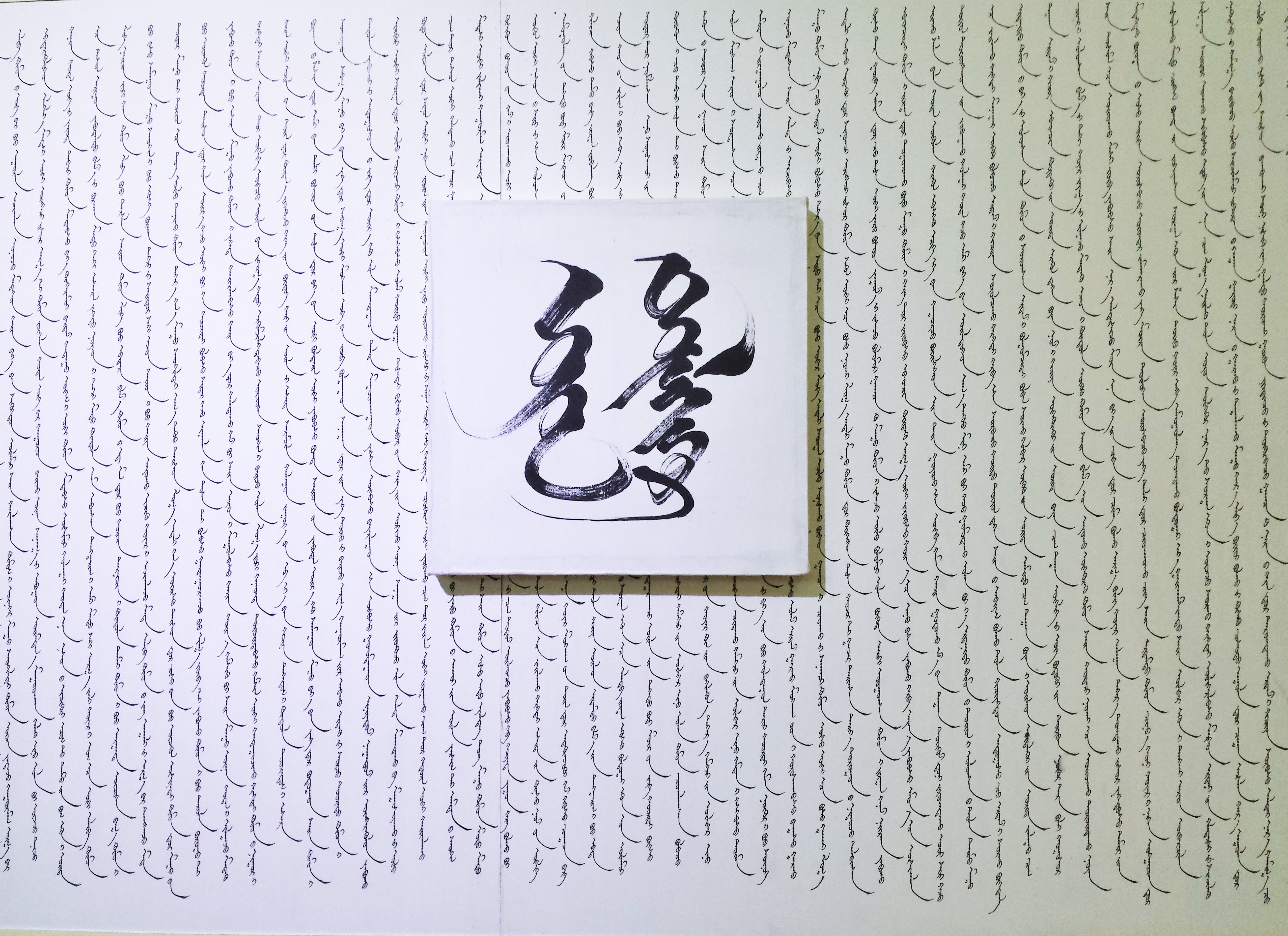
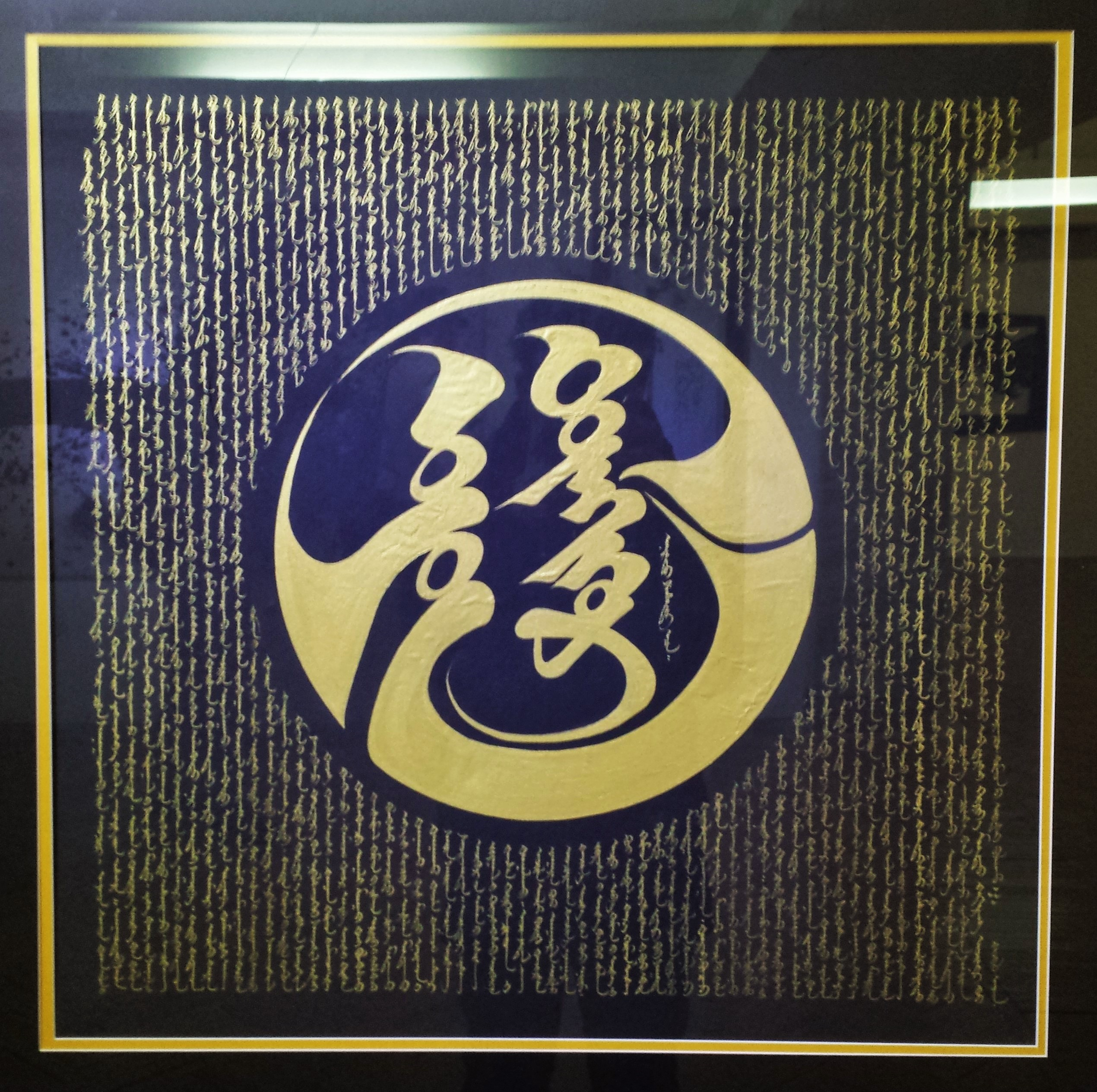
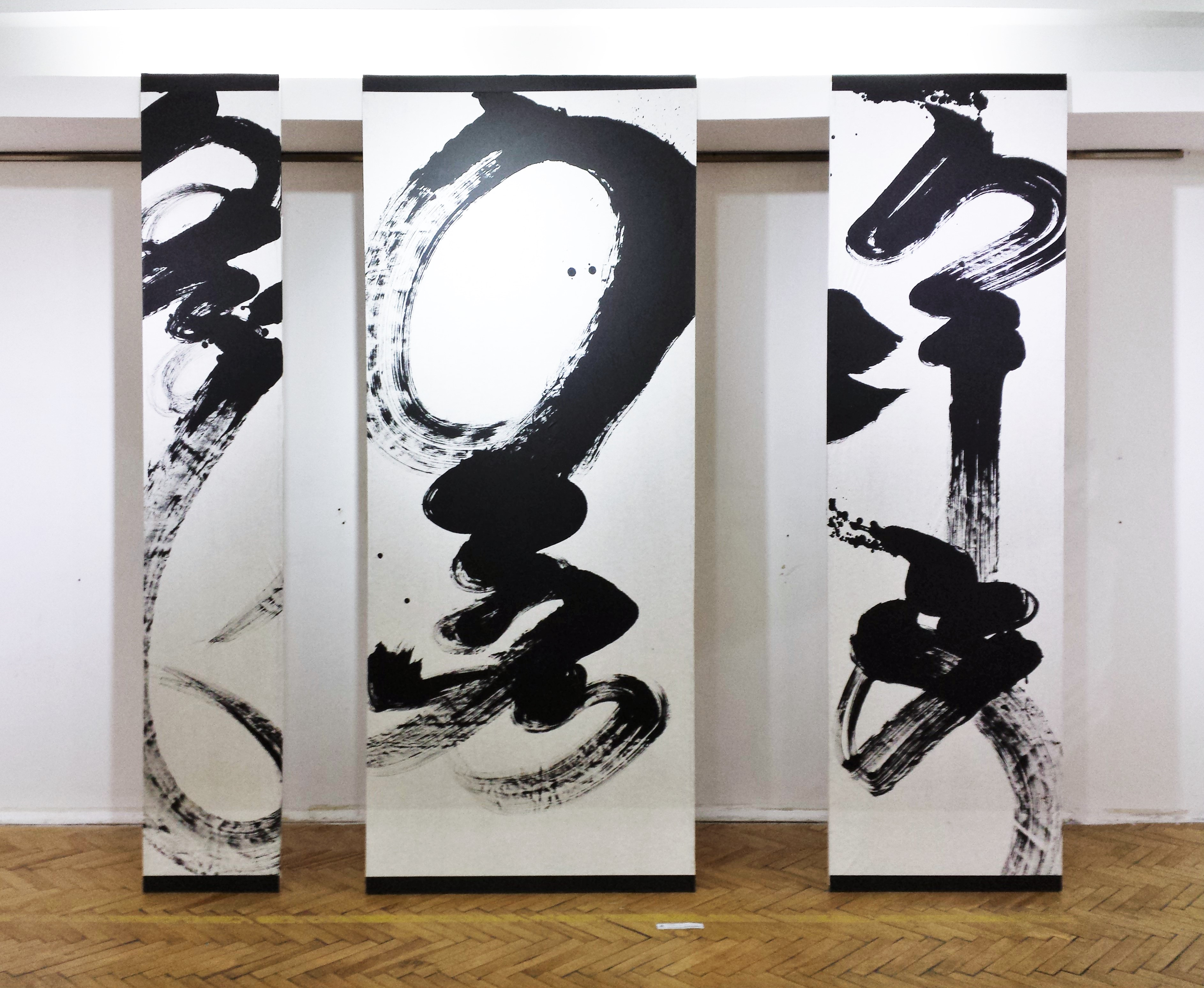
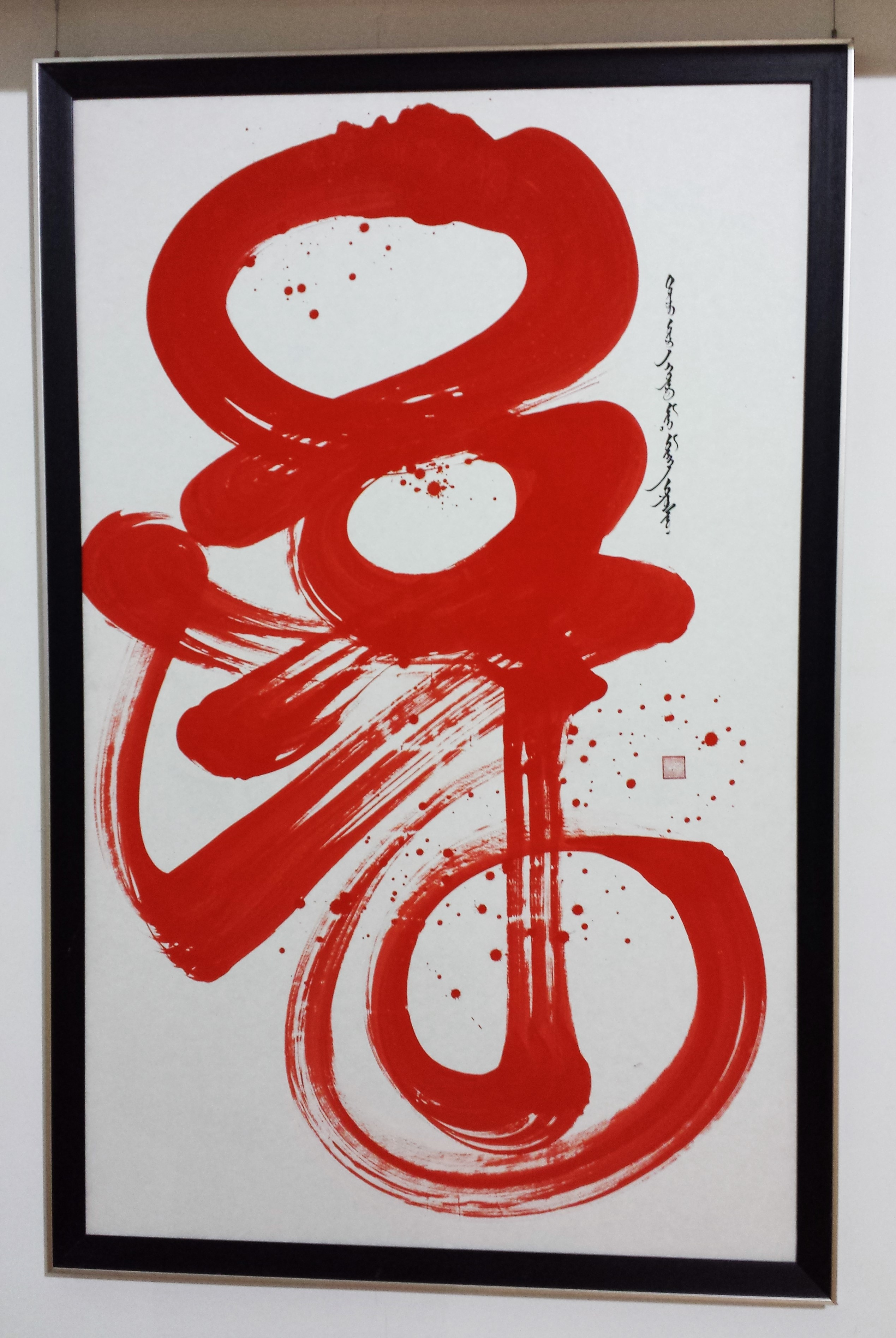